# Kay Arne Stenshjemmet
Kay Arne Stenshjemmet (Lillestrøm, 9 agosto 1953) è un ex pattinatore di velocità su ghiaccio norvegese.

## Palmarès

### Olimpiadi
- 2 medaglie:
  - 2 argenti (Lake Placid 1980 nei 1500 metri; Lake Placid 1980 nei 5000 metri)

### Mondiali - Completi
- 2 medaglie:
  - 1 argento (Oslo 1981)
  - 1 bronzo (Oslo 1979)

### Europei
- 5 medaglie:
  - 2 ori (Oslo 1976; Trondheim 1980)
  - 2 argenti (Larvik 1977; Deventer 1979)
  - 1 bronzo (Deventer 1981)